# Millan Baçi
Millan Baçi (* 3. November 1955 in Tirana) ist ein ehemaliger albanischer Fußballspieler.

## Karriere

### Verein
Baçi verbrachte seine gesamte Spielerkarriere bei 17 Nëntori Tirana, wo er von 1975 bis 1985 als rechter Außenverteidiger agierte.  In dieser Zeit gewann er mit dem Verein zweimal die albanische Meisterschaft in den Jahren 1982 und 1985.

### Nationalmannschaft
Sein Debüt für die albanische Nationalmannschaft gab Baçi im November 1976 in einem Freundschaftsspiel gegen Algerien. Insgesamt absolvierte er zwischen 1976 und 1981 sieben Länderspiele und erzielte 1980 gegen Finland ein Tor.

## Privatleben
In den 2010er Jahren arbeitete Baçi für den Albanischen Fußballverband FSHF.